# Jørn Lande
Jørn Lande (Rjukan, 31 maggio 1968) è un cantante norvegese.
È celebre per essere stato il cantante della power metal band Masterplan. Ha ottenuto anche un discreto successo con la sua carriera solista, ma è soprattutto grazie alla visibilità ottenuta partecipando al progetto Avantasia con Tobias Sammet che il suo nome è entrato di diritto nella casta delle voci più conosciute dell'heavy metal.
Lande deve gran parte della propria vocalità ai suoi più celebri predecessori David Coverdale e Ronnie James Dio, che omaggerà più volte nella propria carriera. Ha prestato inoltre la sua voce come doppiatore al personaggio Karthus del videogioco League of Legends.

## Biografia

### Anni '90 - Gli inizi
Jørn Lande ha suonato in varie band prima di realizzare una solida carriera.
La prima band degna di importanza con cui ha realizzato le prime pubblicazioni discografiche furono i 'Vagabond', tra le cui file militavano anche Ronni Le Tekrø e Morty Black, ex membri della band norvegese hard rock TNT. L'album omonimo, pubblicato nel 1994, vende 10.000 dischi nella sola Norvegia, ma le copie vengono ritirate dall'etichetta EMI. In quel periodo Lande registra un inno per la squadra nazionale di calcio norvegese per la Coppa del mondo 1994, Alt per Norge. Il secondo disco dei Vagabond, A Huge fan of Life, viene pubblicato in Europa l'anno successivo.
La fine dei Vagabond avviene con la reunion dei TNT nel 1996, anno in cui Lande si unisce ai chitarristi Bernie Marsden e Micky Moody,entrambi reduci dai Whitesnake, fondando l'hard-rock band The Snakes, che gli deve infatti gran parte del nome. Con questa band Lande pubblica Once Bitten nel 1997 e dal Tour che ne segue viene estratto Live In Europe, che vede i The Snakes riproporre parecchie canzoni della sopracitata band madre; dopodiché Lande viene licenziato, e la band si scioglie.
Non passa però molto tempo prima che Lande si dedichi ad altri progetti; infatti nello stesso anno il vocalist nordico pubblica The Spectral Spheres Coronation con la Symphonic Metal band Mundanus Imperium e viene successivamente chiamato a far parte del gruppo progressive metal Ark, dal chitarrista Tore Østby (ex - Conception) e dal batterista John Macaluso (ex - Malmsteen).
Con gli Ark, Lande pubblica 2 album tra il 1999 e il 2001 ed è proprio grazie a John Macaluso che il cantante norvegese entra in contatto con Yngwie Malmsteen, all'epoca rimasto orfano di un frontman. La collaborazione è tuttavia breve, Lande abbandona il chitarrista statunitense a metà del Tour, ma la notorietà ottenuta con questa breve esperienza contribuisce enormemente nel portare la sua figura alla ribalta.

### Anni 2000 (prima parte) - La carriera solista e i Masterplan
Nel 2000 Lande pubblica il suo primo disco solista Starfire che contiene alcune cover e qualche traccia inedita, e dove tra i partecipanti figurano molti membri delle sue passate e presenti collaborazioni; verso la fine dello stesso anno prende inoltre parte all'album d'esordio dell'hard rock band statunitense Millennium, capitanata dal chitarrista Ralph Santolla, registrando per loro le parti dell'album Hourglass. Nel 2001 viene pubblicato il secondo album degli Ark, Burn the Sun, che resta una delle opere più acclamate dell'intera carriera del frontman.
Sempre nello stesso anno Lande partecipa al disco The Devil's Hall of Fame della celebre dark prog metal band Beyond Twilight, guidata dal tastierista Finn Zierler, e compare tra le voci del corale Nikolo Kotzev's Nostradamus, un concept album scritto dal chitarrista bulgaro Nikolo Kocev e basato appunto sulla figura di Nostradamus; su questo doppio disco va segnalata la presenza di alcune tra le più celebri voci della scena hard-rock e metal mondiale: Joe Lynn Turner (Malmsteen, Rainbow, Deep Purple,), Glenn Hughes (Deep Purple, Black Sabbath), Doogie White (Malmsteen, Rainbow) e Göran Edman (Malmsteen, John Norum).
Assieme a Kocev, Lande pubblicherà due anni più tardi l'album Guilty as Sin con i Brazen Abbot; esattamente come su Nostradamus, alla sezione strumentale del disco è da segnalare la presenza dei musicisti degli Europe Mic Michaeli, Ian Haugland e John Levén. Nel 2001 viene pubblicato il suo 2º album solista Worldchanger;questa volta senza cover riempitive e composto totalmente da brani inediti scritti da Jørn con l'ausilio del chitarrista Tore Moren su alcune tracce.
Il 2001 si rivela un anno fondamentale per Lande, che viene ingaggiato dalla power metal band Masterplan dai due ex-Helloween Roland Grapow e Uli Kusch,e sarà proprio questa occasione a consacrarlo definitivamente non più come talento emergente, bensì come uno dei migliori cantanti della scena metal.
Con la band tedesca Lande pubblica 2 album di notevole successo: l'omonimo Masterplan e il successivo Aeronautics; i Tour che ne seguono portano i Masterplan sui palchi dei più grandi Festival di tutto il mondo tra il 2003 e il 2006, anno in cui il vocalist decide di abbandonare la band per “divergenze musicali”. Lande infatti dichiarò che avrebbe preferito un approccio più melodico, mentre il resto della band propendeva per uno stile decisamente più pesante; ciononostante la separazione avviene in modo amichevole. Qualche anno dopo Jorn,ormai prossimo al rientro nei Masterplan,dichiarò che all'epoca furono messe in giro voci non vere circa il suo addio alla band. Lui infatti voleva che la band proseguisse in una direzione più metal, mentre il resto della band voleva comporre materiale ancora più melodico,l'esatto opposto di quanto si disse.
Da questo momento Lande abbandona definitivamente il ruolo di membro per qualsiasi band, dedicandosi alla sua carriera solista e pubblicando l'album Out to Every Nation nel 2004, seguito a due anni di distanza da The Duke (Jorn). È in questo periodo che la carriera solista del vocalist viene identificata con lo pseudonimo Jorn, parafrasando il suo fondatore, e che i brani e la produzione iniziano a definirsi in uno stile che risulterà poi riconoscibilissimo e che si discosterà molto dalle prime due pubblicazioni.

### Anni 2000 (seconda parte) - Partecipazioni: Magnus Karlsson, Daniele Liverani, Ayreon
Nel 2005 Lande partecipa con Russell Allen dei Symphony X al celeberrimo disco The Battle, in cui i due cantanti più osannati della loro generazione si sfidano in continui duetti/duelli che rendono questo lavoro imprescindibile a tutti i fan dell'hard-rock e dell'heavy metal.
Questo progetto, intitolato semplicemente Allen/Lande fu commissionato daIla Frontiers Records; viene così incaricato al chitarrista svedese Magnus Karlsson (Primal Fear) di scrivere i brani, e sempre lui si occuperà di registrare ogni strumento (ad eccezione delle batterie); il successo di pubblico e critica porta alla pubblicazione di ben due seguiti: The Revenge nel 2007 e The Showdown nel 2010.

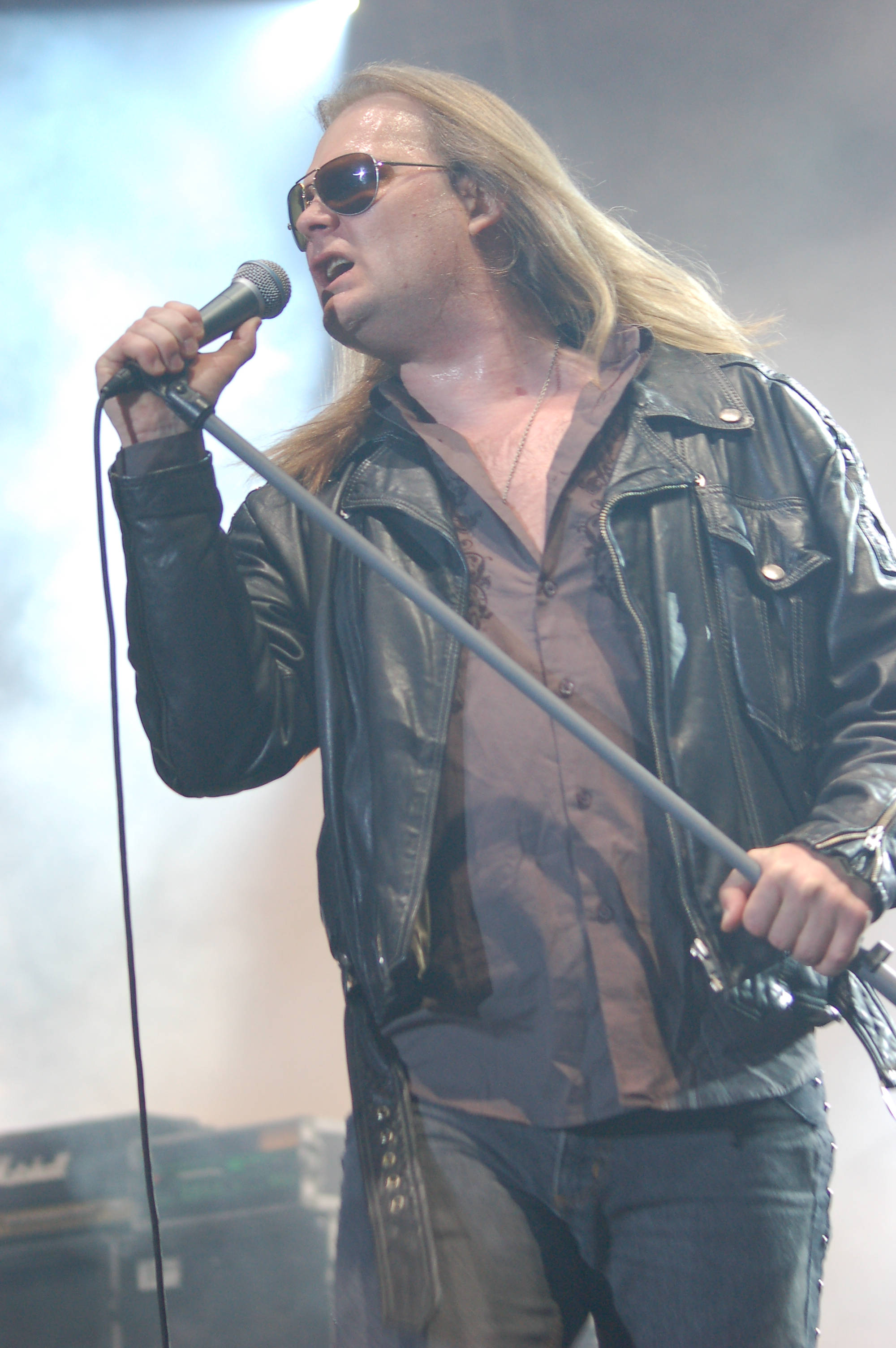
Jorn dal vivo a Metalmania 2007

Nel 2007 viene dato alla luce il primo doppio live ufficiale degli Jorn: Live in America (riproposto anche in DVD). Le riprese sono tratte dalla performance della band al ProgPower Festival VII di Atlanta, Georgia; il disco presenta una scaletta comprendente estratti della carriera solista di Lande, brani derivanti dalle sue collaborazione nelle band passate e alcune cover rivisitate.
Nello stesso anno,con la stessa band, Lande pubblica due raccolte: Unlocking the Past e The Gathering. Il primo è una raccolta di cover registrate per l'occasione, una sorta di omaggio alla musica che ha formato il vocalist, mentre il secondo è una raccolta di brani che Lande ha interpretato nella sua carriera (sia solista che nelle band passate), comprendente anche un paio di inediti e alcuni vecchi brani ri-registrati per l'occasione.
Da questo periodo, e per i successivi 2 anni, il frontman nordico presta la sua voce ad alcuni ambiziosi progetti corali; nel 2007 infatti compare tra le voci di Genius: A Rock Opera dell'italiano Daniele Liverani, e di Blood On the Highway dell'ex Uriah Heep Ken Hensley. Due dischi che non potrebbero essere più diversi tra loro; nel primo infatti sono presenti una carrellata di celebri cantanti hard'n'heavy tra cui D. C. Cooper (Royal Hunt), Daniel Gildenlöw (Pain of Salvation) ed Eric Martin (Mr. Big) alle prese con un album che mescola rock e metal progressivo ad eclettici virtuosismi e in cui i ricorrenti duetti innalzano il livello dell'opera, mentre nel secondo è il blues la linea principale attorno a cui si snodano icone blasonate come Glenn Hughes, John Lawton (Uriah Heep), Eve Gallagher e lo stesso Ken Hensley, nel duplice ruolo di tastierista e cantante, cui si deve il merito di un'opera scritta di proprio pugno.
Di quest'ultimo disco verrà anche pubblicato il DVD omonimo, tratto dal concerto tenuto al “Fabrik” di Amburgo lo stesso anno, in cui compariranno la maggior parte dei musicisti che hanno preso parte alle registrazioni. Il 2008 vede Lande comparire tra le voci dell'album 01011001 degli Ayreon, nuovamente al fianco di Gildenlow, Tom Englund (Evergrey), Bob Catley (Magnum), Hansi Kürsch (Blind Guardian) e Steve Lee (Gotthard), il progetto scritto da Arjen Lucassen richiama alla memoria le composizioni psichedeliche dei Pink Floyd, ed è venato di passaggi rock progressivi molto intimistici.

### Anni 2010 - Gli Avantasia
Queste collaborazioni molto variegate, seppure all'interno dello stesso filone, portano il frontman a dividere i meriti e la fama con le voci più acclamate di tutta la scena metal, ma è partecipando ad Avantasia: The Scarecrow di Tobias Sammet, quello stesso anno, che Lande viene consacrato definitivamente come un punto di riferimento vocale all'interno degli album corali cui partecipa; gli viene infatti affidato un ruolo principale talmente importante che bisserà nel doppio seguito del 2010, The Wicked Symphony e Angel of Babylon,prendendo inoltre parte ai due mastodontici World Tour che vedono la band coadiuvata da una manciata di cantanti d'eccezione (tra i quali Andre Matos, Kai Hansen, Michael Kiske, Amanda Somerville, Oliver Hartmann, Bob Catley e gli stessi Lande e Sammet) suonare da headliner sui palchi dei maggiori festival metal mondiali. Dal Tour del 2008 verrà anche tratto il live DVD Avantasia: The Flying Opera, pubblicato nel 2011 con le riprese dei due live più importanti: Wacken Open Air 2008 e Masters of Rock Festival 2008.
Nel 2009 viene pubblicato The Dukebox, il best of degli Jorn, che a differenza della precedente raccolta vede solamente alcune canzoni ri-mixate, e nessun inedito, mentre il successivo disco Lonely Are the Brave arriva a distanza di un anno, e resta in assoluto l'album prodotto più velocemente nella carriera del vocalist, a cui seguirà nel 2011 Spirit Black. Nel luglio 2009 i Masterplan annunciano ufficialmente il rientro di Lande nella band, grazie al quale un anno dopo pubblicano il tanto atteso Time to Be King; non seguirà però nessun tour perché il vocalist è impegnato con il tour degli Avantasia.
L'anno successivo Lande pubblica su YouTube il video Song for Ronnie James cogli Jorn (cui seguirà di pochi mesi l'album Dio), in onore del leggendario cantante Ronnie James Dio, grande ispiratore e da sempre mito del vocalist norvegese, morto di cancro allo stomaco soltanto cinque giorni prima, dopo un'agonia durata alcuni mesi.
Successivamente Lande prende parte al “Tributo a Ronnie James” suonando con gli Heaven & Hell all'High Voltage Festival 2010, accompagnato da Glenn Hughes. L'anno successivo gli Jorn pubblicano Live in Black (immortalato anche dal DVD omonimo), il secondo live della loro carriera, tratto dallo Sweden Rock Festival 2010, mentre sempre nello stesso anno Lande appare come special guest nel progetto metal Trillium di Amanda Somerville, sul brano Scream It.
Nel 2012 viene pubblicato Bring Heavy Rock to the Land, il nono album in studio degli Jorn, mentre nel novembre stesso l'AFM Records annuncia la produzione del nuovo album dei Masterplan con una nuova line-up, che vede Rick Altzi (At Vance) prendere il posto di Lande come vocalist. La prima pubblicazione di Jorn nel 2013 è l'album Symphonic, una raccolta di canzoni già edite qui ri-arrangiate in versione orchestrale; mentre a Giugno dello stesso anno viene pubblicato il 10º studio album degli Jorn Traveller
Nell'ottobre del 2014 esce The Great Divide il quarto album marchiato Allen/Lande, ma questa volta nel ruolo di compositore subentra Timo Tolkki al posto del defezionario Magnus Karlsson; assistiamo non solo ad un deciso cambio di sound, ma diversamente dai tre precedenti dischi anche il songwriting è curato in parte da Lande stesso.

### 2015 / Presente - Collaborazioni: Pentakill, Trond Holter
Nel 2015 Jorn pubblica Dracula: Swing of Death, una rock concept opera basata appunto sulla figura del celebre Dracula di Bram Stoker. Il disco è frutto della collaborazione con Trond Holter (ex-chitarrista della band glam Wig Wam).
Nel 2016 Jorn partecipa ancora una volta al nuovo disco degli Avantasia di Tobias Sammet Ghostlights e prende parte al relativo Tour mondiale, in compagnia di Ronnie Atkins, Eric Martin, Herbie Langhans e Michael Kiske. Pubblica inoltre con gli Jorn Heavy Rock Radio, una raccolta di cover re-interpretate di vecchie hit radiofoniche (Eagles, Abba, Kate Bush) alternate a classici del rock (Black Sabbath, Queen, Paul Stanley, Journey).
Il 2017 vede la pubblicazione del 17º disco solista, Life on Death Road, a quattro anni di distanza dall'ultimo album composto da brani totalmente inediti. Nello stesso anno partecipa al disco Grasp Of The Undying, dei Pentakill, una virtual band basata sul videogioco League of Legends.
Nel 2019 partecipa per la 6ª volta al progetto dell'amico Tobias Sammett Avantasia, sul disco Moonglow, e si imbarca per il relativo tour, nello stesso anno pubblica Live on Death Road, disco tratto da una serie di concerti, e Heavy Rock Radio II: Executing The Classics, il secondo capitolo di cover rivisitate di classiche hit radiofoniche.
Il 9 settembre 2021 viene pubblicato il disco Pentakill III: Lost Chapter in cui Jorn partecipa ancora come special guest.
Il 17 giugno 2022 vede la luce tramite Frontiers Records il nuovo album di inediti Over The Horizon Radar, preceduto dal singolo omonimo, pubblicato il 20 aprile dello stesso anno. 

## Discografia
SOLO ALBUM (con gli Jorn)
- Starfire (2000)
- Worldchanger (2001)
- Out to Every Nation (2004)
- The Duke (2006)
- The Gathering (2007)
- Unlocking the Past (2007)
- Live in America (2007)
- Lonely Are the Brave (2008)
- Spirit Black (2009)
- Dukebox (2009)
- Dio (2010)
- Live in Black (2011)
- Bring Heavy Rock to the Land (2012)
- Symphonic (2013)
- Traveller (2013)
- Heavy Rock Radio (2016)
- Life on Death Road (2017)
- Live on Death Road  (2020)
- Heavy Rock Radio II: Executing The Classics (2020)
- Over the Horizon Radar (2022)

Vagabond
- Vagabond (1994)
- A Huge Fan of Life (1995)

Mundanus Imperium
- The Spectral Spheres Coronation (1998)

The Snakes
- Once Bitten (1998)
- Live in Europe (1998)

Ark
- Ark (1999)
- Burn the Sun (2001)

Millennium
- Hourglass (2000)
- The Best Of... And More (2004)

Beyond Twilight
- The Devil's Hall of Fame (2001)

Masterplan
- Masterplan (2003)
- Aeronautics (2005)
- Time to Be King (2010)

Allen/Lande
- The Battle (2005)
- The Revenge (2007)
- The Showdown (2010)
- The Great Divide (2014)

Jorn Lande & Trond Holter
- Dracula: Swing of Death (2015)

## Come Special Guest
Embee Normann
- Wonderland (1993)

Nikolo Kocev
- Nikolo Kotzev's Nostradamus (2001)

Brazen Abbot
- Guilty As Sin (2003)

Diesel Dahl & Friends
- Happy Birthday Harley Davidson: Tribute To A Legend (2003)

Thunderlords
- Fire in the Sky (singolo) (2005)

Ken Hensley
- Blood On The Highway (2007)

Genius - A Rock Opera
- Episode 3: The Final Surprise (2007)

Ayreon
- 01011001 (2008)

Avantasia
- The Scarecrow (2008)
- The Wicked Symphony (2010)
- Angel Of Babylon (2010)
- The Flying Opera (live DVD) (2011)
- Ghostlights (2016)
- Moonglow (2019)
- A Paranormal Evening With The Moonflower Society (2022)

Pushking
- The World As We Love It (2011)

Amanda Somerville's Trillium
- Alloy (2011)

Pentakill (dal videogioco League of Legends)
- Smite and Ignite (2014)
- Grasp Of The Undying (2017)
- Lost Chapter (2021)

## Come doppiatore
- Karthus nel videogioco League of Legends